# Gao E
Dans ce nom chinois, le nom de famille, Gao, précède le nom personnel.
Gao E (née le 7 novembre 1962 à Shenyang) est une tireuse sportive chinoise.
Elle est médaillée de bronze en trap  aux Jeux olympiques d'été de 2000 à Sydney et médaillée de bronze en double trap aux Jeux olympiques d'été de 2004 à Athènes.